# موکسوب
موکسوب (به لاتین: Moksob) یک منطقهٔ مسکونی در روسیه است که در خاساویورت واقع شده‌است.